# Lakandra
Lakandra (nep. लखान्द्रा) – gaun wikas samiti w zachodniej części Nepalu w strefie Bheri w dystrykcie Dailekh. Według nepalskiego spisu powszechnego z 2011 roku liczył on 1049 gospodarstw domowych i 5894 mieszkańców (2928 kobiet i 2966 mężczyzn).